# Sultan el-Atrache
Sultan al-Atrach (1891-1982) (سلطان الأطرش) ou plus communément appelé Sultan Pacha Al-Atrach (سلطان باشا الأطرش) était un important leader druze qui a conduit la révolte syrienne de 1925-1927.
Il a lutté d'abord contre le pouvoir ottoman, puis contre le pouvoir français, et enfin contre le gouvernement syrien de Chichakli. C'est l'une des plus importantes figures syriennes, son rôle a été déterminant dans l'indépendance de la Syrie vis-à-vis de la France.

## Biographie

### Famille
Sultan al-Atrach est né dans le petit village d'Al-Qurayya à vingt kilomètres au sud de Sweida dans le Djebel el-Druze. La famille Atrach est une très célèbre et une très importante famille druze, qui gouvernait la région depuis 1879. Son père, Zuqan a mené en 1910, près d'Al-Kafir, une importante bataille contre les Ottomans, où il a fait face aux forces de Sami Pacha al-Farouqi. Il a été capturé et exécuté en 1911.

### Rôle dans la révolte arabe
Après la mort de Zuqan al-Atrach, Sami Pacha parvient à occuper le Djébel el-Druze. Pendant les guerres des Balkans, il a envoyé des centaines de Druzes au combat (se trouvait parmi eux Sultan al-Atrach) combattre pour l'Empire ottoman dans les Balkans. Cependant, pendant la Première Guerre mondiale, les Ottomans craignant une révolte ont laissé le Djébel el-Druze en paix.
C'est alors qu'Atrach entre en contact avec les mouvements panarabes et plus particulièrement avec les forces du chérif Hussein au Hedjaz. Lorsque la révolte arabe éclate, il fait hisser le drapeau arabe au-dessus du château de Salkhad.
Selon des témoignages de survivants, pendant la Révolte arabe et le génocide arménien, il s'engage à sauver des réfugiés arméniens du génocide arménien ; pour cela, il est en lien avec Hussein ben Ali.
Lorsque les forces de l'Emir Fayçal ont atteint la ville d'Aqaba, il envoie mille hommes en renfort les rejoindre. Il joint la révolte avec 300 de ses hommes lorsque les troupes de Fayçal ont atteint Bosra. Ses forces ont été les premières à entrer à Damas et à hisser le 29 septembre 1918, le drapeau arabe.
Étant un bon ami de l'Émir Fayçal, il est fait par celui-ci général au sein de l'armée arabe syrienne.
Le royaume de Syrie a été un royaume éphémère, le pays a été entièrement occupé par les Français après la bataille de Maysaloun le 24 juillet 1920. Sultan a réuni ses hommes pour combattre les Français avant la chute du royaume mais ses efforts ont tourné court à cause de la succession rapide des évènements. Le pays a été divisé en cinq États distincts, se trouvait parmi eux l'État de Djébel Druze.

### L'arrestation de Adham Khanjar
Le 7 juillet 1922, les Français capturent Adham Khanjar, un résistant chiite au mandat qui a cherché refuge chez Atrache à Al-Qurayya. Adham Khanjar était accusé d'avoir participé en juin 1921 à la tentative d'assassinat du général Gouraud, Haut-Commissaire de la République française en Syrie et au Liban.
Sultan el-Atrache considéra que l'arrestation d'Adham Khanjar était une violation des règles traditionnelles druzes de l'hospitalité ; il prit cette capture comme une attaque personnelle. «Selon la coutume druze, explique l'historien Michael Provence, un visiteur n'a qu'à demander l'asile pour que son hôte soit obligé de le protéger». Quelques jours plus tard, Sultan et ses hommes attaquèrent un convoi français pensant que Khanjar s'y trouvait pour son transfert à Damas, tuant quatre soldats français et le lieutenant Bouxin ; en fait, Khanjar avait déjà été transporté à Damas par avion.
En représailles, l'aviation française a bombardé plusieurs villages dont Al-Qurayya, et détruit la maison de Sultan al-Atrash qui dut fuir vers la Jordanie. Le chef druze lança des raids contre les postes français pendant huit mois. Il rentra sur ses terres au moment où il fut amnistié, dix mois après l'arrestation de Khanjar.
L'historienne Toufoul Abou-Hodeib souligne le décalage important entre d'une part les récits populaires de la grande révolte syrienne de 1925, qui invoquent parmi les causes du soulèvement le sens de l'honneur de Sultan al-Atrash, demeuré fidèle aux devoirs de l'hospitalité, et, d'autre part les spécialistes, qui retiennent d'autres explications de la grande révolte, comme la politique française inadaptée dans le Hauran ou les difficultés économiques de l'après-guerre.

### La révolution syrienne de 1925-1927
En 1925, les druzes se rebellent contre le pouvoir français, la conduite de cette révolte a été menée par Atrach. C'est l'une des plus importantes révoltes contre le pouvoir français, d'abord parce qu'elle a eu lieu dans tout le pays, et ensuite parce que pour la première fois, les Syriens ont réussi à infliger des pertes aux Français.

#### Causes
L’une des raisons directes de la révolte est la politique du gouverneur français, le capitaine Carbillet, qui s’efforce de démanteler la féodalité druze au profit de l’émancipation et de la modernisation de la paysannerie.

#### Révolution
Le 23 août 1925, Atrach lance officiellement la révolution contre les autorités françaises, sous sa conduite, la révolte éclate à Damas, Homs et Hama. Atrach a remporté beaucoup de batailles contre les Français au début de la révolution. La bataille d'Al-Kafir du 21 juin 1925, la bataille d'Al-Mazra'aa le 2 août 1925, puis la bataille de Salkha, d'Almsifarh, et d'Al-Sweida font partie de ses plus importantes victoires.
Devant la rébellion, les Français envoient des troupes en renfort et équipent leurs soldats d'armes modernes. Ce renfort a infligé les premières pertes à Atrach qui est rapidement obligé de fuir le pays vers l'est de la Jordanie.
Après la signature du traité d'indépendance signé entre les autorités françaises et syriennes en 1937, il fait son retour dans le pays.

### Rôle après la révolution
Atrach a activement participé à la rébellion contre les Français en 1945, cette rébellion a mené à l'indépendance définitive du pays. En 1948, il a fait un appel pour la création d'une armée arabe unifiée pour la libération de la Palestine.
Pendant la présidence d'Adib Chichakli, il s'est fait harceler par les autorités en raison de son opposition à la politique menée par le gouvernement. Il a de nouveau quitté le pays pour se réfugier en Jordanie en décembre 1954, pour revenir en Syrie à la chute du président Chichakli.
Atrach qui soutenait l'idée d'une unité arabe était favorable à l'union entre l'Égypte et la Syrie, et était fermement opposé à la sécession mené par Kouzbari.
Il est également connu pour ses contributions au développement social des montagnes druzes.

### Popularité d'Atrach
Sultan al-Atrach est l'un des plus populaires leaders politiques dans le monde arabe et en Syrie en particulier. Atrach est très populaire chez les Druzes qui continuent encore aujourd'hui à célébrer sa mémoire. Une de ses statues trône à Majdal Shams, et beaucoup de rues et d'avenues portent son nom aujourd'hui. 
Allié des cheikhs Hamadé du Liban,
les cheikhs Akl Druzes.
Atrach était apprécié pour ses idées politiques, notamment pour sa vision séculariste de la société "La religion est pour Dieu, et la nation pour tous" (al deen le allah wa al watan le al jamee)".
Le président Gamal Abdel Nasser a remis la plus haute distinction de la République arabe unie pour le rôle qu'il a joué dans l'indépendance de la Syrie. En 1970, le président Hafez el-Assad l'a également honoré pour le rôle qu'il a joué dans la révolution syrienne.

### Sa mort

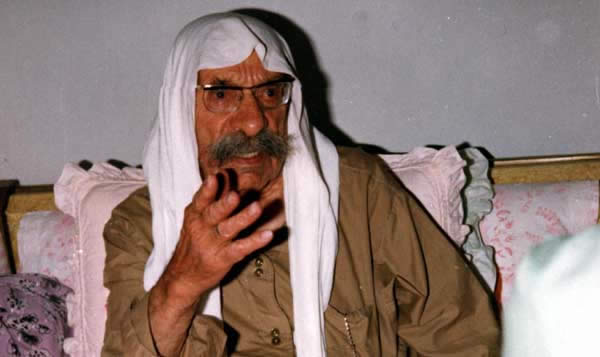
Sultan el-Atrache, peu de temps avant sa mort.

Atrach est mort le 26 mars 1982 d'une crise cardiaque; plus d'un million de personnes ont assisté à ses funérailles.